# Ectobius stanleyanus
Ectobius stanleyanus es una especie de cucaracha del género Ectobius, familia Ectobiidae.

## Distribución
Esta especie se encuentra en Tanzania y Kenia.